# Blå neontetra
Blå neontetra, även falsk neontetra eller grön neontetra (Paracheirodon simulans) är en mycket nära släkting till neontetran. Den härstammar från Sydamerika där den lever i sötvatten i flodsystemen runt Rio Negro och Orinoco.
Fisken blir upp till 2,0 cm lång.